# Stor-Uttertjärnen
Stor-Uttertjärnen är en sjö i Ljusdals kommun i Hälsingland och ingår i Ljusnans huvudavrinningsområde. Sjön har en area på 0,0642 kvadratkilometer och ligger 408,8 meter över havet.

## Delavrinningsområde
Stor-Uttertjärnen ingår i det delavrinningsområde (685761-143644) som SMHI kallar för Utloppet av Tyckeln. Medelhöjden är 421 meter över havet och ytan är 10,69 kvadratkilometer. Räknas de 40 avrinningsområdena uppströms in blir den ackumulerade arean 311,35 kvadratkilometer. Voxnan som avvattnar avrinningsområdet har biflödesordning 2, vilket innebär att vattnet flödar genom totalt 2 vattendrag innan det når havet efter 213 kilometer. Avrinningsområdet består mestadels av skog (42 procent) och sankmarker (24 procent). Avrinningsområdet har 3,02 kvadratkilometer vattenytor vilket ger det en sjöprocent på 28,2 procent.